# 大津市立堅田小学校
大津市立堅田小学校（おおつしりつ かたたしょうがっこう）は、滋賀県大津市堅田三丁目にある公立小学校。

## 沿革
- 1872年（明治5年） - 今堅田に致道学校が開校。
- 1873年（明治6年） - 祥瑞寺に順義学校が開校。
- 1885年（明治18年） - 致道学校と順義学校が併合して堅田小学校となる。
- 1941年（昭和16年） - 堅田町立堅田国民学校と改称。
- 1946年（昭和21年） - 堅田町立堅田小学校と改称。
- 1967年（昭和42年） - 堅田町が大津市と合併し、大津市立堅田小学校と改称。

## 通学区域
- 堅田一丁目、堅田二丁目、衣川一丁目、衣川二丁目、衣川三丁目、今堅田一丁目、今堅田二丁目、今堅田三丁目、本堅田一丁目、本堅田二丁目、本堅田三丁目、本堅田四丁目、本堅田五丁目、本堅田六丁目[1]。

※卒業後は基本的に大津市立堅田中学校に進学する。